# Kenji Imai

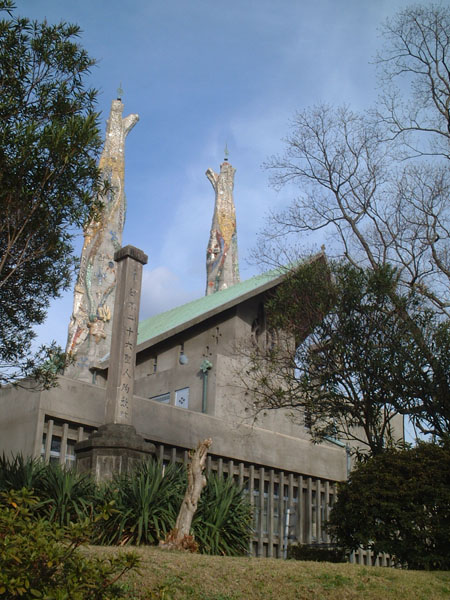
Monument des 26 martyrs

Kenji Imai (今井 兼次), né dans le quartier résidentiel Akasaka de Tokyo le 11 janvier 1895, mort dans la même ville le 20 mai 1987, est un professeur et architecte japonais.

## Biographie
Kenji Imai est diplômé en architecture de l'Université Waseda à Tokyo. Il voyage en URSS, Scandinavie, Italie et Espagne en 1926. Il rencontre à cette époque Walter Gropius, Le Corbusier, Ernst May et d'autres qui influencent sa façon de penser et son style architectural. Comme Tōgo Murano et Takamasa Yoshizaka également formés à l'Université Waseda, le style d'Imai relève de l'expressionnisme. Impressionné par l’œuvre d'Antoni Gaudí, il le fait connaître au Japon et ailleurs ainsi que les travaux du mystique autrichien Rudolf Steiner. En 1948 son épouse Maria Shimko décède et il se convertit au catholicisme,.
L'importance d'Imai réside moins dans les bâtiments qu'il a créés que dans son travail en tant que professeur d'université, un poste qu'il occupe depuis 1937. Il participe à la compréhension et la prise de conscience par son pays du mouvement moderne en Europe. Imai enseigne jusqu'en 1965 en tant que professeur d'architecture à l'Université Waseda.
Kenji Imai a reçu plusieurs prix, dont un de l'institut d'architecture du Japon (Nihon Kenchiku Gakkai) et le prix d'architecture de l'Académie japonaise des arts.

## Réalisations
- 1925 : Bibliothèque de l'université Waseda
- 1954 : Musée Nezu situé dans l'arrondissement Minato-ku de Tokyo
- 1962 :Musée et monument des vingt-six martyrs (en) situé à Nagasaki
- 1966 : Palais impérial Tokado (Tōkagakudō), pavillon de concerts sur le terrain du Palais impérial à Tokyo
- 1970 : Musée d'art Tōyama situé à Kawajima dans la préfecture de Saitama

## Source de la traduction
- (de) Cet article est partiellement ou en totalité issu de l’article de Wikipédia en allemand intitulé « Imai Kenji » (voir la liste des auteurs).